# Szenzációs recepciós
A Szenzációs recepciós (eredeti cím: For Love or Money) 1993-ban bemutatott amerikai romantikus filmvígjáték, Barry Sonnenfeld rendezésében, Michael J. Fox és Gabrielle Anwar főszereplésével.

## Történet
|  | Alább a cselekmény részletei következnek! |

Doug Ireland recepciós a Bradbury Hotelban, New York Cityben. Jó kapcsolatai vannak és jól végzi a munkáját és személyesen figyel a vendégekre. Doug álma, hogy egyszer megnyithassa saját hoteljét a Roosevelt-szigeten. Minden borravalóját félretette, de még hiányzik 3 millió dollár, hogy belekezdhessen.
Doug legjobb esélye Christian Hanover, a gátlástalan milliárdos. Hanover ajánlatot tesz Dougnak, arra kéri, hogy "vigyázzon" a barátnőjére, a parfümös bolt eladójára, Andy Hartra. Christian nős, és felesége nem tud Andyről.
Doug megtudja, hogy Hanovernek esze ágában sincs elválni a feleségétől, de mivel Andy elég idős ahhoz, hogy saját döntést hozzon, ezért nem avatkozik bele. Azonban ő és Andy egyre több időt töltenek együtt. Andy megtudja, hogy Hanover célja, hogy megszerezze Doug szálloda projektjét, de nem mint társ, hanem mint egyedüli tulajdonos.
Végül Doug feleségül veszi Andy-t. Doug telefonhívást kap Mr. Wegmantől, hogy hajlandó támogatni a szálloda projektet. Kiderül, hogy a személyzet rossz helyre küldte el Doug szállodaterveit, így kötött ki Mr. Wegmannél, akinek Doug korábban segített helyrehozni a házasságát.
|  | Itt a vége a cselekmény részletezésének! |

## Szereplők
| Szerep                 | Színész                | Magyar hang      |
| ---------------------- | ---------------------- | ---------------- |
| Doug Ireland           | Michael J. Fox         | Görög László     |
| Andy Hart              | Gabrielle Anwar        | Szabó Gabi       |
| Christian Hanover      | Anthony Higgins        | Szervét Tibor    |
| Milton Glickman        | Fyvush Finkel          | Kardos Gábor     |
| Charlie, az ajtónálló  | Mike Moyer             | ?                |
| Carmen                 | Saverio Guerra         | ?                |
| Vincent, a csapos      | Daniel Hagen           | ?                |
| Nora                   | La Chanze              | ?                |
| Mrs. Elinor Vigushin   | Paula Laurence         | Kassai Ilona     |
| Eleanor Hanover        | Donna Mitchell         | ?                |
| Mr. Harry Wegman       | Michael Tucker         | ?                |
| Mrs. Wegman            | Debra Monk             | Bessenyei Emma   |
| Joey Pickles           | Harry Bugin            | ?                |
| Marie                  | Sandra Reaves-Phillips | ?                |
| Ed Drinkwater          | Bob Balaban            | Mihályi Győző    |
| Julian Russell         | Isaac Mizrahi          | ?                |
| Gary Taubin            | Patrick Breen          | Seszták Szabolcs |
| Mr. Himmelman          | Udo Kier               | ?                |
| Albert                 | Simon Jones            | ?                |
| Gloria                 | Dianne Brill           | Sáfár Anikó      |
| Gene Salvatore         | Dan Hedaya             | Beregi Péter     |
| Charlotte              | Susan Blommaert        | ?                |
| Mrs. Brinkerhoff       | Susan Ringo            | ?                |
| Mr. Brinkerhoff        | John Cunningham        | Cs. Németh Lajos |
| Benny, az ékszerboltos | Erick Avari            | Rosta Sándor     |
| Helikopterpilóta       | Mark Zimmerman         | Juhász György    |

További szereplők hangja: Csengeri Attila, Galambos Péter, Kokas László, Kun Vilmos, Melis Gábor, Pataky Imre, Prókai Annamária

## Filmzene
1. Soeur Sourire – "Dominique"
2. Anton Sanko & Bettina Gilois – "By and By"
3. Ray Charles – "Let Me Take Over"
4. Jimmy Barnes – "(Your Love Has Lifted Me) Higher and Higher"
5. Definition of Sound – "Change"
6. Gabrielle Anwar – "I Could Love a Man (Who Uses His Head)"
7. Wailing Souls – "Picky Picky Head"
8. Big Mountain – "Reggae Inna Summertime"
9. Mitch Moses' Acid Blues Project – "Lonely Blues"
10. John Pizzarelli – "If I Had You"
11. Midi, Maxi and Efti – "Masenko"
12. Little Sister – "Mama"
13. Bobby Short – "In Your Eyes"
14. Army of Lovers – "Ride the Bullet"
15. Love & Sas – "Get It Up"
16. Anthony Higgins – "I Only Have Eyes for You"
17. "Love Is a Many-Splendored Thing"
18. "Secret Agent Man"
19. Comedian Harmonists circa 1930's – "Happy Days Are Here Again"
20. Gabrielle Anwar – "The Star-Spangled Banner"